# Стана Ђурић Клајн
Стана Ђурић-Клајн (5. мај 1905 – 18. фебруар 1986) била је прва жена-музиколог у Србији.

## Биографија
Стана Ђурић-Клајн је рођена Ђурић, у Београду. Некада позната као Рибникар, пошто је најпре била удата за Владислава Рибникара, власника дневних новина „Политика”. С њим је имала две ћерке и сина Слободана Рибникара (1929—2008, хемичар). У свом другом браку је била удата за психолога и режисера Хуга Клајна. У овом браку се родио син Иван Клајн, познати лингвист.
У Београду је завршила нижу музичку школу. Студирала је клавир у Паризу, у класи професора Лазара Левија. На Сорбони је завршила Течај из француске цивилизације (фр. Cours de Civilisation francaise).
Од 1929. до 1941. године је наступала као пијанисткиња у Београду, Загребу и другим градовима бивше Југославије. Прва је у нашој средини извела Концерт за клавир и оркестар у G-дуру Мориса Равела, Ноћи у шпанским вртовима Мануела де Фаље, Клавирски концерт Игнација Јана Падеревског и друге композиције. Године 1932. постала је члан Организационог одбора Коларчевог народног универзитета. Учествовала је, као извођач и предавач, у раду познатих Музичких часова на овој установи. 
Уређивала је музичке часописе Звук (од 1932. до 1936. и поново од 1955) и Музички гласник. Звук је основан 1932. године у Београду са циљем да упозна тадашњу јавност са највишим професионалним тенденцијама и достигнућима у области музичког стваралаштва. Основни концепт и програмску оријентацију Звука установила је управо Стана Рибникар, тадашња уредница часописа.
Била је професор Музичке школе Станковић од 1937. до 1945. године. Од 1950. до 1971. била је доцент, потом професор за Историју југословенске музике на Музичкој академији у Београду. Паралелно је од 1949. до 1974. године деловала у Музиколошком институту САНУ као секретар, затим као научни сарадник, а од 1962. до 1974. године као директор.

Објавила је велики број студија, расправа и чланака. У својим студијама и чланцима бавила се, углавном, истраживањем извора за историју српске музике (Први српски либрето, Вук Караџић и српска музика, Јованка Стојковић – заборављени српски музичар, бројни чланци о Корнелију Станковићу и други).
Радови које објављује  се одликују јасноћом излагања, озбиљношћу документације и свежином стила. Писала је, такође, музичке критике и сарађивала у домаћим и страним енциклопедијама општег и стручног карактера.
Њено животно дело је „Развој музичке уметности у Србији“. То је прва историја српске музике, она полази од најстаријих познатих података и споменика, и стиже до савременог доба.  Остала дела су: „Музика и музичари“ (изабрани чланци и студије);  предавања на међународним музиколошким конгресима у Бечу: Gesellschaftsformen und Musikentwicklung, I951. и Ivan-Mane Jarnović, contemporain de Mozart, 1956. Оба предавања су објављена у конгресним зборницима; редакција и предговори за „Књигу о музици“ П. Коњовића, „Прилоге биографском речнику српских музичара“ В. Ђорђевића, „Избор есеја“ В. Вучковића... 
За прво издање библиотеке „Српска књижевност у сто књига“, приредила је прву, до данас једину антологију српске музичке есејистике. 
Као музиколог, учествовала је на многобројним научним скуповима у земљи и иностранству. Један је од најзначајнијих српских и југословенских музичких лексикографа; текстовима о српској музици и музичарима сарађивала је у најугледнијим светским музичким и другим енциклопедијама:  , енгл. , рус. , итал. Enciclopedia della musica и др. Била је уредник за српску музику у оба издања Музичке енциклопедије Југославенског лексикографског завода у Загребу и у Енциклопедији Југославије истог издавача. Као сарадник и директор Музиколошког института САНУ формирала је архивску збирку аутографа, преписа, старих и ретких издања српске музике, једну од најбогатијих у нашој земљи.
Музичком критиком почела се бавити пре Другог светског рата (Музички гласник, Правда). Између 1955. и 1980. била је оперски и балетски критичар београдског листа Политика. Такође је била и преводилац  музиколошке литературе с француског, немачког, руског и словеначког језика.
Стана Ђурић-Клајн је добитница Октобарске награде Београда, Ордена за заслуге за народ са златном звездом, Седмојулске награде за животно дело и других признања.
Умрла је 18. фебруара 1986. године у Београду.